# José Aparicio Inglada
José Aparicio Inglada (Alacant, 1770 - Madrid, 1838) fou un pintor neoclàssic valencià considerat un dels representants d'aquest moviment a Espanya. Exposà al Saló de París.
El seu quadre més conegut és El año del hambre en Madrid (1818) on representava l'esdeveniment històric de la fam que hi hagué a Madrid durant la Guerra de la Independència Espanyola.